# Love for Sale
Love For Sale é o segundo e último álbum colaborativo entre os cantores norte-americanos Tony Bennett (seu sexagésimo primeiro e último álbum de estúdio) e Lady Gaga (seu sétimo álbum de estúdio) após Cheek to Cheek (2014). Foi lançado em 30 de setembro de 2021, pela Columbia e Interscope Records. "I Get a Kick Out of You" foi lançado como o primeiro single do álbum em conjunto com seu anúncio oficial em 3 de agosto de 2021, seguido por duas apresentações ao vivo no Radio City Music Hall em Nova York. O álbum foi gravado entre 2018 e início de 2020, e consiste em dez versões cover de músicas de jazz de Cole Porter, a quem o disco é uma homenagem.

## Antecedentes
Tony Bennett e Lady Gaga se conheceram em 2011 na festa de gala da Robin Hood Foundation em Nova York. Depois disso, Bennett pediu a Gaga para cantar um dueto com ele em seu álbum Duets II, então eles gravaram a música "The Lady Is a Tramp". No ano seguinte, ele confirmou à Rolling Stone que Gaga queria gravar um álbum de jazz com ele. A gravação aconteceu entre junho de 2013 e início de 2014. Cheek to Cheek foi lançado em setembro de 2014 e estreou no topo da Billboard 200 dos Estados Unidos, com 131.000 cópias vendidas na primeira semana. Recebeu críticas geralmente positivas, ganhando um prêmio Grammy de Melhor Álbum Vocal Pop Tradicional no 57º Grammy Awards. Em 2021, Gaga revelou no Twitter:
No dia em que lançamos Cheek To Cheek em 2014, Tony Bennett me ligou e perguntou se eu queria gravar outro álbum com ele, desta vez celebrando as canções de Cole Porter. Sempre fico honrada em cantar com meu amigo Tony, então é claro que aceitei o convite.
Em fevereiro de 2021, um artigo na revista AARP revelou que Bennett foi diagnosticado com doença de Alzheimer em 2016.

## Gravação e composição
As sessões de gravação do álbum ocorreram no Electric Lady Studios em Nova York, entre 2018 e o início de 2021. Ele serve como uma homenagem a Cole Porter e é o último álbum de Bennett.

## Alinhamento de faixas
Todas as canções são escritas por Cole Porter e produzidas por Dae Bennett.
1. " It's De-Lovely " (2:53)
2. "Night and Day" (3:42)
3. " Love for Sale " (3:40)
4. " Do I Love You " (solo de Gaga) (4:48)
5. " I've Got You Under My Skin (3:05)
6. " I Concentrate on You " (3:56)
7. " I Get a Kick Out of You " (3:33)
8. " So in Love " (solo de Bennett) (4:31)
9. " Let's Do It (Let's Fall In Love) " (solo de Gaga) (3:36)
10. " Dream Dancing " (4:16)

1. " Just One of Those Things" (solo de Bennett) (2:59)
2. " You're the Top " (2:49)

## Histórico de lançamento
| País   | Data                 | Formato(s)                    | Versão        | Gravadora                      | Ref.                 |
| ------ | -------------------- | ----------------------------- | ------------- | ------------------------------ | -------------------- |
| Vários | 1 de outubro de 2021 | CD digital download streaming | Padrão deluxe | Streamline Columbia Interscope | [ 14 ] [ 15 ]        |
| Vários | 1 de outubro de 2021 | Box set cassete vinyl         | Padrão        | Streamline Columbia Interscope | [ 16 ] [ 17 ] [ 18 ] |